# U-467 (tàu ngầm Đức)
U-467 là một tàu ngầm tấn công  Lớp Type VII thuộc phân lớp Type VIIC được Hải quân Đức Quốc Xã chế tạo trong Chiến tranh Thế giới thứ hai. Nhập biên chế năm 1942, nó chỉ thực hiện được hai chuyến tuần tra và không đánh chìm được mục tiêu nào, trước khi bị một thủy phi cơ PBY Catalina của Hải quân Hoa Kỳ thả ngư lôi đánh chìm trong Đại Tây Dương về phía Đông Nam Iceland vào ngày 25 tháng 5, 1943.

## Thiết kế và chế tạo

### Thiết kế

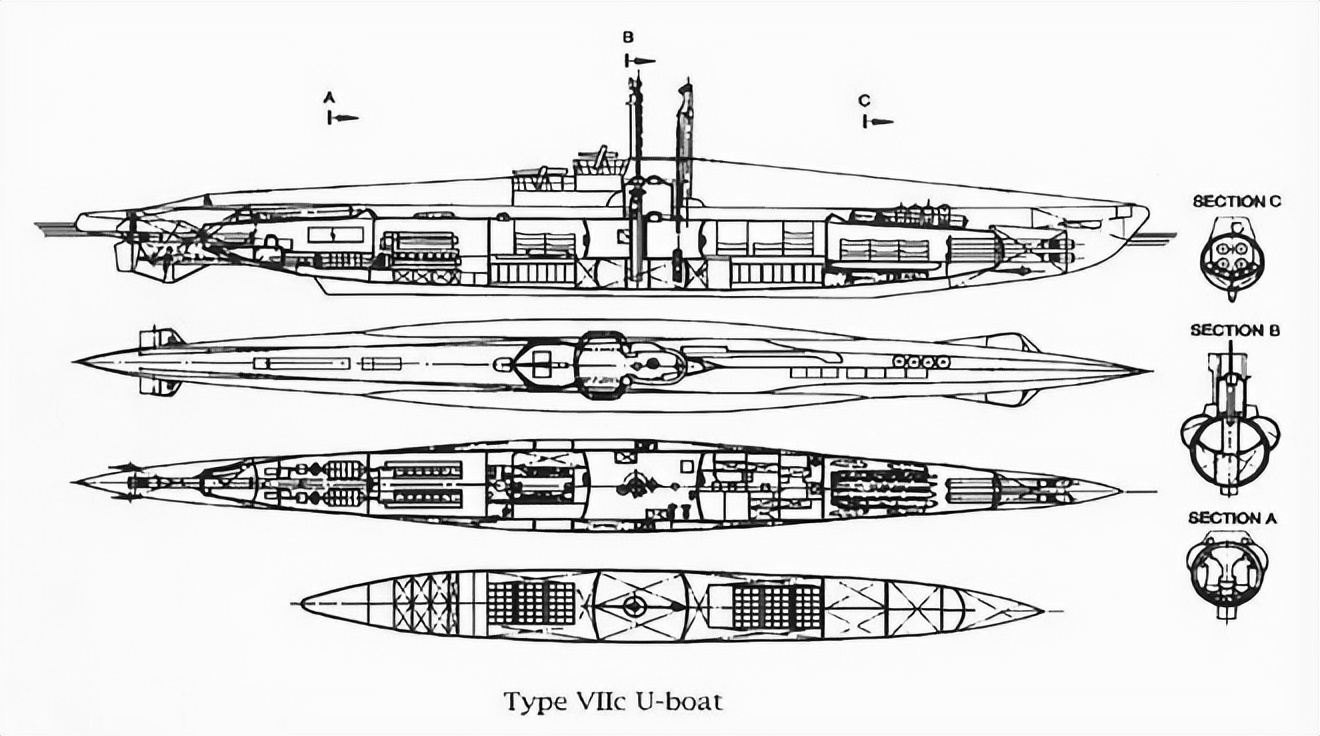
Sơ đồ các mặt cắt một tàu ngầm Type VIIC

Phân lớp VIIC của Tàu ngầm Type VII là một phiên bản VIIB được kéo dài thêm. Chúng có trọng lượng choán nước 769 t (757 tấn Anh) khi nổi và 871 t (857 tấn Anh) khi lặn). Con tàu có chiều dài chung 67,10 m (220 ft 2 in), lớp vỏ trong chịu áp lực dài 50,50 m (165 ft 8 in), mạn tàu rộng 6,20 m (20 ft 4 in), chiều cao 9,60 m (31 ft 6 in) và mớn nước 4,74 m (15 ft 7 in).
Chúng trang bị hai động cơ diesel Germaniawerft F46 siêu tăng áp 6-xy lanh 4 thì, tổng công suất 2.800–3.200 PS (2.100–2.400 kW; 2.800–3.200 bhp), dẫn động hai trục chân vịt đường kính 1,23 m (4,0 ft), cho phép đạt tốc độ tối đa 17,7 kn (32,8 km/h), và tầm hoạt động tối đa 8.500 nmi (15.700 km) khi đi tốc độ đường trường 10 kn (19 km/h). Khi đi ngầm dưới nước, chúng sử dụng hai động cơ/máy phát điện Garbe, Lahmeyer & Co. RP 137/c  tổng công suất 750 PS (550 kW; 740 shp). Tốc độ tối đa khi lặn là 7,6 kn (14,1 km/h), và tầm hoạt động 80 nmi (150 km) ở tốc độ 4 kn (7,4 km/h). Con tàu có khả năng lặn sâu đến 230 m (750 ft).
Vũ khí trang bị có năm ống phóng ngư lôi 53,3 cm (21 in), bao gồm bốn ống trước mũi và một ống phía đuôi, và mang theo tổng cộng 14 quả ngư lôi, hoặc tối đa 22 quả thủy lôi TMA, hoặc 33 quả TMB. Tàu ngầm Type VIIC bố trí một hải pháo 8,8 cm SK C/35 cùng một pháo phòng không 2 cm (0,79 in) trên boong tàu. Thủy thủ đoàn bao gồm 4 sĩ quan và 40-56 thủy thủ.

### Chế tạo
U-467 được đặt hàng vào ngày 15 tháng 8, 1940, và được đặt lườn tại xưởng tàu của hãng Deutsche Werke AG ở Kiel vào ngày 22 tháng 6, 1941. Nó được hạ thủy vào ngày 16 tháng 5, 1942, và nhập biên chế cùng Hải quân Đức Quốc Xã vào ngày 15 tháng 7, 1942 dưới quyền chỉ huy của Hạm trưởng, Đại úy Hải quân Heinz Kummer.

## Lịch sử hoạt động
Sau khi hoàn tất việc huấn luyện trong thành phần Chi hạm đội U-boat 5, U-467 được điều sang Chi hạm đội U-boat 11 từ ngày 1 tháng 4, 1943 để hoạt động trên tuyến đầu cho đến khi bị mất.

### Chuyến tuần tra thứ nhất
Sau khi di chuyển từ cảng Kiel, Đức đến cảng Bergen, Na Uy vào giữa tháng 3, 1943, U-467 khởi hành từ đây vào ngày 27 tháng 3 cho chuyến tuần tra đầu tiên trong chiến tranh. Nó chỉ hoạt động trong biển Na Uy về phía Đông Bắc Iceland trước khi kết thúc chuyến tuần tra và quay trở về căn cứ Bergen vào ngày 29 tháng 4.

### Chuyến tuần tra thứ hai – Bị mất
U-467 lại xuất phát từ cảng Bergen vào ngày 20 tháng 5 cho chuyến tuần tra thứ hai, cũng là chuyến cuối cùng, với ý định sẽ băng qua khe GI-UK giữa quần đảo Faroe và Iceland để vòng qua quần đảo Anh và hoạt động trong vùng biển Bắc Đại Tây Dương. Tuy nhiên chỉ năm ngày sau đó, 25 tháng 5, ở vị trí về phía Nam Iceland, nó bị một thủy phi cơ PBY Catalina thuộc Liên đội VPB-84 Hải quân Hoa Kỳ thả một quả ngư lôi FIDO Mark 24 dò âm đánh chìm tại tọa độ 62°25′B 14°52′T / 62,417°B 14,867°T. Toàn bộ 46 thành viên thủy thủ đoàn của U-467 đều đã tử trận.

### "Bầy sói" tham gia
U-467 từng tham gia một bầy sói:
- Eisbär (30 tháng 3 – 15 tháng 4, 1943)